# Лев берберійський
Лев берберійський, лев атласький (лат. Panthera leo leo) — популяція лева, яка вимерла у дикій природі, хоча вважається що близько 100 особин перебувають у зоопарках по всьому світу. Останній лев у дикій природі був застрелений у 1922 році. Берберійський лев є найважчим підвидом лева. Нормальна вага для самців 200 — 300 кг, для самок 120 — 180 кг.
Зустрічався у горах і пустелях Берберійського узбережжя Північної Африки, від Марокко до Єгипту.

Популяцію у дикій природі було знищено після поширення вогнепальної зброї та винагород за відстріл левів.

Дослідження записів про полювання та спостереження показав, що невеликі групи левів, можливо, зустрічались в Алжирі до початку 1960-х років, а в Марокко — до середини 1960-х років.

На початок ХХІ сторіччя популяція у природньому середовищі знищена.

До 2017 року берберійського лева вважали окремим підвидом лева.

Результати морфологічного та генетичного аналізу зразків левів із Північної Африки, опублікованих у 2008 році, показали, що берберійський лев суттєво не відрізняється від зразків левів, зібраних у західній та північній частині Центральної Африки.

Він входить до тієї ж філогеографічної групи, що і азійський лев, а також тісно пов'язаний з популяціями левів у Західній Африці.

У середньовіччі англійці тримали берберійських левів у Лондонському Тауері. У XIX і на початку XX століть багато берберійських левів знаходилось у цирках.

## Особливості
Вага самців від 180 до 250 кг, рідко трохи більша і від 100 до 170 кг у самок, берберійський лев був поряд з вимерлим капським левом (Panthera leo melanochaitus) найбільшим сучасним підвидом лева. Його найпомітнішою відмінністю була особливо густа темна грива, що заходила далеко за плечі й висіла вниз на животі.
У існуючих підвидів левів маса самців коливається від 150 до 210 кг, дуже рідко не багато більше (до 225 кг), самок від 90 до 150 кг.

## Історія та поширення
Берберійський лев в історичні часи зустрічався на всій території африканського континенту, на північ від Сахари. Давні римляни часто використовували його на аренах у розважальних боях проти туранського тигра, який наразі також є вимерлим. З джерел випливає, що берберійський лев приблизно на початку XVIII століття майже зник у Північній Африці і залишався лише в маленькому ареалі на північному заході. Поширення вогнепальної зброї і цілеспрямована політика винищування були причинами того, що популяція сильно скоротилася і в цьому регіоні. Останній берберійський лев, що жив на волі, був застрелений у марокканській частині Атлаських гір у 1922 році. Схожа доля спіткала і інших великих хижаків Північної Африки. Берберійський леопард став украй рідкісним, а атласький ведмідь повністю вимер.

## Генетичне дослідження
Хоча берберійський лев був морфологічно відмінним, його генетична унікальність залишалася під сумнівом.

У комплексному дослідженні еволюції левів в 2008 році було досліджено 357 зразків левів з Африки та Індії.
Результати показали, що чотири леви в неволі з Марокко не виявляли жодної унікальної генетичної характеристики, але мали спільні мітохондріальні гаплотипи зі зразками левів із Західної та Центральної Африки.
Усі вони були частиною великої групи мтДНК, яка також включала зразки азійських левів.
Результати підтвердили гіпотезу про те, що ця група розвинулась у Східній Африці і близько 118 000 років тому зазнала розселення на північ і захід під час першої хвилі експансії левів.
Вона мала дві точки біфуркації: в Африці, а пізніше в Західній Азії.
Леви в Африці, ймовірно, становлять єдину популяцію, яка схрещувалась між собою під час кількох хвиль міграції з пізнього плейстоцену.

## Спосіб життя
Берберійський лев мешкав окрім північноафриканських напівпустель і степів також у лісах і Атлаських горах. До його жертв відносилися головним чином олені, кабани і місцевий підвид звичайних бубалів.

## Берберійські леви в неволі

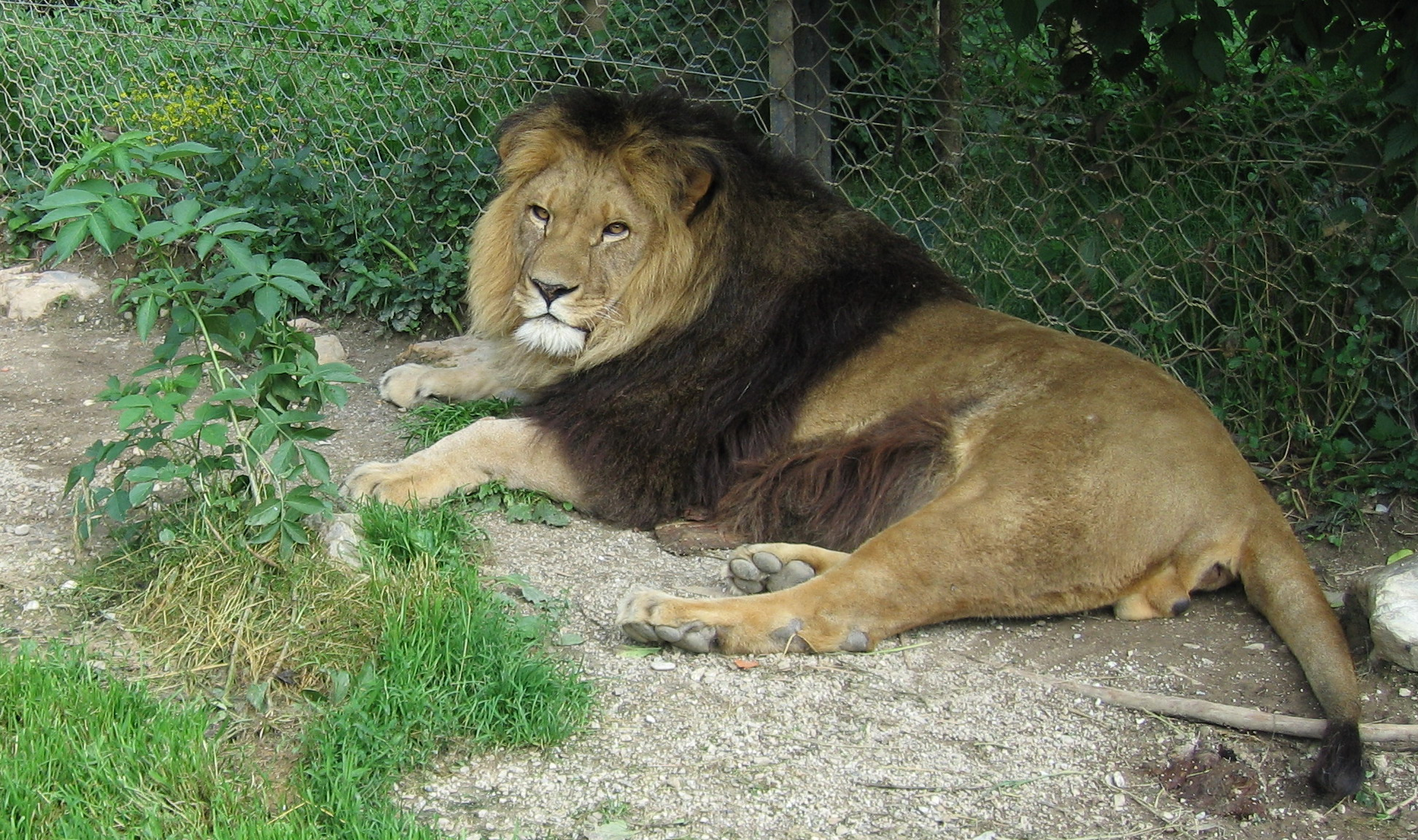
Лев в зоопарку, який можливо походить від берберійських левів

Спочатку науковці вважали, що берберійські леви вимерли і в неволі. Однак марокканські правителі отримували від берберів левів у подарунок, коли ці тварини вже ставали досить рідкісними. Особини, яких марокканський король Хасан II в 1970 році передав рабатському зоопарку, були ймовірно прямими нащадками тих левів. Морфологія переданих особин відповідала історичному опису берберійських левів. У 1998 році жило ще 52 лева, що походять від левів султана, однак і вони мають домішки інших видів. 11 особин, які також можуть бути нащадками берберійських левів, живуть у зоопарку Аддис-Абеби. Їхні предки були власністю імператора Хайле Селассіє I.
Раніше фенотип берберійських левів був аргументом на користь обґрунтованості їхнього статусу як підвиду. Згідно з новішими дослідженнями зовнішність цих звірів може бути наслідком і зовнішніх умов. Густа грива можливо є лише адаптацією до холодного довкілля. У левів незалежно від підвиду з'являється густіша грива, якщо вони живуть у доволі холодному кліматі, наприклад в європейських зоопарках. Генетичні дослідження в 2006 році, тим не менш, підкріпили статус берберійських левів як окремого підвиду. Це, однак, залежить від все ще не до кінця зрозумілого походження левів Хасана II.
У різних зоопарках і цирках є екземпляри, які ймовірно походять від берберійських левів, але з великою ймовірністю нечистокровні. Існують також особини, які в результаті схрещування мають зовнішні ознаки берберійських левів, проте в них лише частково наявний генетичний матеріал цього підвиду.
Наприкінці XIX століття в Лондонському зоопарку жив чистокровний берберійський лев на ім'я Султан.